# فيفيان ماكغراث
فيفيان ماكغراث (بالإنجليزية: Vivian McGrath)‏ مواليد 17 فبراير 1916 في نيوساوث ويلز، أستراليا - الوفاة 9 أبريل 1978 في نيوساوث ويلز، أستراليا، كان لاعب كرة مضرب أسترالي بدأ مسيرته كمحترف سنة 1932 وكان يلعب باليد اليمنى، اعتزل اللعب في الخمسينات. كما أنه أحد أبطال الجراند سلام. أعلى تصنيف له في الفردي كان المركز الـ 8 في سنة 1935.

## روابط خارجية
- فيفيان ماكغراث على موقع رابطة محترفي التنس (الإنجليزية)
- فيفيان ماكغراث على موقع الاتحاد الدولي لكرة المضرب (الإنجليزية)
- فيفيان ماكغراث على موقع كأس ديفيز (الإنجليزية)
- فيفيان ماكغراث على موقع خلاصة التنس.كوم (الإنجليزية)